# マンボー (インターネットカフェ)

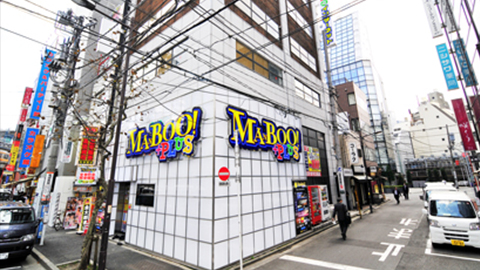
マンボーPLUS

株式会社マンボーは、東京都新宿区に本社を置く、インターネットカフェ・ネットルームを運営する企業。

## 概要
2024年9月現在首都圏を中心に36店舗（インターネットカフェ16店舗・ネットルーム19店舗・カラオケ・ダーツ1店舗）をチェーン展開している。主に首都圏のターミナル駅付近の繁華街に、集中的にドミナント出店を行う。派手な店舗外装・ポールサイン看板・ポケットティッシュ配りやインターネットコラムとSNSで宣伝している。近年店舗網を拡大させ、首都圏以外の地域へも出店地域を広げている。

## 店舗の特徴・サービス

### まんが喫茶マンボー
歓楽街にあるマンボーの店舗入口付近に設置されているスピーカーからは「マンボー マンボー みんなのマンボー」のフレーズを大音量で繰り返しエンドレスで流している。
※店舗によってサービス内容は一部異なる。
- 日本複合カフェ協会未加盟で、会員制を採っていないため、入会不要、身分証明書不要で入店できる（ただし、東京都はインターネット端末利用営業の規制に関する条例により会員制となっている）。
- テレビゲーム機 PS2ゲームソフト類はなし。
- 雑誌、漫画、DVDの閲覧
- ドリンク類（飲み放題、セルフサービス）の提供
- インターネットアクセスができるパソコン
- シャワールーム（シャンプー、リンス、ボディソープ等の備品あり・別途購入も可能）
- オンラインゲーム
- Wi-Fiの利用
- 歌舞伎町店・渋谷センター街店・金山本店・名駅本店・ネット北新宿店・ネット川崎店・ネット新宿総本店などでは女性向けに「レディースブース（女性専用席）」を導入している。
- 横浜西口店には調理場が設置されフードサービスを行っている。
- 湘南乃風がメジャーデビューした際に、PRの一環として店頭のモニタでPVを流したりポスターが店内に貼られていた。

### マンボープラス
完全個室。
※店舗によってサービス内容は一部異なる。
- 日本複合カフェ協会未加盟で、会員制を採っていないため、入会不要、身分証明書不要で入店できる（ただし、東京都はインターネット端末利用営業の規制に関する条例により会員制となっている）。
- テレビゲーム機 PS2ゲームソフト類はなし。
- 雑誌、漫画、DVDの閲覧
- インターネットアクセスができるパソコン
- シャワールーム（シャンプー、リンス、ボディソープ等の備品あり・別途購入も可能）
- オンラインゲーム
- Wi-Fiの利用
- 女性向けに「レディースルーム」を導入している。

### ネットルームマンボー
長期滞在者向け。完全個室。
※店舗によってサービス内容は一部異なる。
- 日本複合カフェ協会未加盟で、会員制を採っていないため、入会不要、身分証明書不要で入店できる（ただし、東京都はインターネット端末利用営業の規制に関する条例により会員制となっている）。
- インターネットアクセスができるパソコン
- コインランドリー、コインシャワー （シャンプー、リンス、ボディソープ等の備品あり・別途購入も可能）
- オンラインゲーム
- 女性向けに「レディースルーム」を導入している（一部を除く）。

### カラオケ・ダーツ・マンボー
マンボー本厚木店で展開。まんが読み放題サービスやソフトドリンク飲み放題を提供している。
- カラオケはLIVE DAM AI やJOYSOUND MAX GOなどを導入
- ダーツは、ダーツライブ２EXとVSフェニックス２を導入
- 調理場が設置されフードサービスを行っている。
- 雑誌や漫画も読み放題、ソフトドリンク飲み放題

※店舗によってサービス内容は一部異なる。
- 日本複合カフェ協会未加盟で、会員制を採っていないため、入会不要、身分証明書不要で入店できる（ただし、東京都はインターネット端末利用営業の規制に関する条例により会員制となっている）。
- インターネットアクセスができるパソコン
- コインランドリー、コインシャワー （シャンプー、リンス、ボディソープ等の備品あり・別途購入も可能）
- オンラインゲーム
- 女性向けに「レディースルーム」を導入している（一部を除く）。

## 店舗一覧

### まんが喫茶マンボー
- 千葉県 2店舗
- 東京都 2店舗
- 神奈川県 2店舗
- 愛知県 1店舗
- 合計 7店舗

### マンボープラス
- 埼玉県 2店舗
- 東京都 3店舗
- 神奈川県 2店舗
- 愛知県 3店舗
- 合計 9店舗

### ネットルームマンボー
- 埼玉県 1店舗
- 東京都 13店舗
- 神奈川県 5店舗
- 愛知県 1店舗
- 合計 20店舗

### カラオケ・ダーツ・マンボー
- 神奈川県 1店舗
- 合計 1店舗

### コインランドリーマンボー
- 東京都 1店舗